# Xyris platystachya
Xyris platystachya är en gräsväxtart som beskrevs av Nilsson och Gustaf Oskar Andersson Malme. Xyris platystachya ingår i släktet Xyris och familjen Xyridaceae. Inga underarter finns listade i Catalogue of Life.